# Danajci
Denjeni/Danajci so bili domnevno eno od Ljudstev z morja.

## Izvor
Danajci so omenjeni že v Amarnskih pismih iz poznega 14. stoletja pr. n. št. in so morda povezani z "deželo Danuna" pri Ugaritu. Kasneje so jih Egipčani opisovali kot eno od Ljudstev z morja.

## Hetitsko cesarstvo
Denjeni so se istovetili s prebivalci Adane v Kilikiji v poznem Hetitskem cesarstvu. Naselili naj bi se tudi na Cipru. 
Hetitsko besedilo  omenja Mopsa, enega od dveh grških mitoloških vidcev. Njegovo ime je omenjeno tudi na dvojezični  Karatepski steli v Kilikiji, napisani v 7. stoletju pr. n. št. V hieroglifski luvijščini je zapisano kot Moksos, v  feničanščini pa  kot Mopsos (mps). Denjeni so se imenovali Dananijim in živeli v Mopsukereni (Mopsov izvir) in Mopsuhestiji (Mopsovo srce) v Kilikiji.

## Pohodi v Egipt in naselitev
Denjeni so bili med napadalci, ki so v vzhodnosredozemskem srednjem veku okoli leta 1207 pr. n. št. v zavezništvu z Libijci in drugimi Ljudstvi z morja med vladanjem Ramzesa III. napadli Egipt. Faraoni Dvajsete egipčanske dinastije so jim dovolili naselitev v Kanaanu. Večino Kanaana so še v 11. stoletju pr. n. št. obvladovala Ljudstva z morja.

## Egejsko morje
Lončenina iz pozne helade IIIC 1b, odkrita v Kilikiji, dokazuje tesne stike Kilikije z Egejskim morjem. Nekateri zgodovinarji omenjajo tudi povezavo Denjenov z grškimi Danajci (alternativno ime za Ahajce iz Homerjeve Iliade).  
Grški mit omenja Danaja (grško Δαναός Danaós), ki je s svojimi petdesetimi hčerkami odšel iz Egipta in se naselil v Argosu. Danajeva hčerka Danaa je imela z Zevsom sina Perzeja, ki je zgradil Mikene.

## Pleme Dan
Nekateri avtorji domnevajo, da so se Denjeni pridružili Hebrejcem in ustvarili eno od dvanajstih izvirnih  izraelskih plemen. Za domnevo ni nobenega trdnega dokaza.
Prvi, ki je poskušal Denjene povezati s plemenom Dan, je bil Yigael Yadin. Njegove trditve, da so Denjene odpeljali v Egipt in jih kasneje naselili na sredozemsko obalo  med kaforitske Filistejce in Tjekerje in da iz njih izvira pleme Dan,  je po mnenju večine izraelskih zgodovinarjev v nasprotju z izraelsko zgodovino.
Najslavnejši Danit je  bil Samson, za katerega nekateri zgodovinarji domevajo, da je posvojen iz starih denjenskih legend.